# 30. století př. n. l.

## Události
- 3000 př. n. l. – Caral, Začalo budování prvního města v Americe.
- 3000–2350 př. n. l. – Byla zhotovena Šarlatová kameninová váza, Tutub (nynější Tell Khafajeh, Irák). Nyní v Iráckém museu, Bagdád.
- 3000–2000 př. n. l. – Světová populace přibližně 30 milionů.
- Založena civilizace údolí Indu.
- 3000 př. n. l. – Začal vládnout Džer, druhý faraon Egypta.
- 3000 př. n. l. – V sumerské jižní Babylónii vzniká nejstarší civilizace světa, která má centrum ve městě Uruk.
- 2999 př. n. l. – Zemřel Džer, druhý faraon Egypta.
- 2950 př. n. l. – Vpády a tažení cizích etnik mají v Sumeru za následek dalekosáhlé politické, hospodářské a kulturní změny.
- 2925–2776 př. n. l. – Války první dynastie v Egyptě.
- cca 2920 př. n. l. – Wadži, třetí faraon Egypta.
- 2900 př. n. l. – Začátek Raně dynastického období I v Mezopotámii..

## Vynálezy, objevy
- 3000–2000 př. n. l. – Hieroglyfické písmo (Egypt), hrnčířský kruh (Čína), první keramika v Americe (Ekvádor).
- 3000 př. n. l. – Sumeřané začali zpracovávat různé kovy.
- V Mezopotámii byl zaveden jako měnová a váhová jednotka shekal.